# Robert Pierce
Robert Pierce, né le 8 octobre 1914 à Fort Dodge et mort le 6 septembre 1978, était un évangéliste chrétien baptiste américain. Il a fondé World Vision International et Bourse du Samaritain.

## Biographie
Pierce est né le 8 octobre 1914 à Fort Dodge, Iowa. Après ses études au Pasadena Nazarene College, il a épousé Lorraine Johnson.

### Ministère
En 1947, Pierce est devenu pasteur baptiste et est parti pour un voyage missionnaire en Asie avec l’organisation Youth for Christ,,. Lors d'un passage en Chine, il a été interpellé par la pauvreté, la souffrance humaine et la situation des enfants orphelins. Il a décidé de se mobiliser pour cette cause et a fondé en 1950, lors de son retour aux États-Unis, World Vision International, une ONG humanitaire de parrainage d'enfants.
En 1970, il a fondé Bourse du Samaritain, une ONG humanitaire dans le but de fournir de l'aide pour des projets de développement et soutenir lors de situations de crise.